# Chickasaw megye (Iowa)
Chickasaw megye az Amerikai Egyesült Államokban, azon belül Iowa államban található. Lakosainak száma 12 012 fő (2020. április 1.). Chickasaw megye Howard, Bremer, Winneshiek, Fayette, Mitchell, Floyd és Butler megyékkel határos.

## Népesség
A megye népessége az elmúlt években az alábbi módon változott:
| Lakosok száma | 12 415 | 12 411 | 12 284 | 12 321 | 12 097 | 12 012 |
|               | 2010   | 2011   | 2012   | 2013   | 2015   | 2020   |